# Мон-Сен-Реми
Мон-Сен-Реми́ (фр. Mont-Saint-Remy) — коммуна во Франции, находится в регионе Шампань — Арденны. Департамент коммуны — Арденны. Входит в состав кантона Машо. Округ коммуны — Вузье.
Код INSEE коммуны — 08309.
Коммуна расположена приблизительно в 170 км к востоку от Парижа, в 50 км севернее Шалон-ан-Шампани, в 50 км к югу от Шарлевиль-Мезьера.

## Население
Население коммуны на 2008 год составляло 54 человека.
| 1962 | 1968 | 1975 | 1982 | 1990 | 1999 | 2008 |
| ---- | ---- | ---- | ---- | ---- | ---- | ---- |
| 59   | 62   | 69   | 62   | 45   | 37   | 54   |

## Администрация
| Период | Период | Фамилия          | Партия | Должность |
| ------ | ------ | ---------------- | ------ | --------- |
| 2001   | 2008   | Эдит Тома        |        |           |
| 2008   |        | Сандрин Делетанж |        |           |

## Экономика

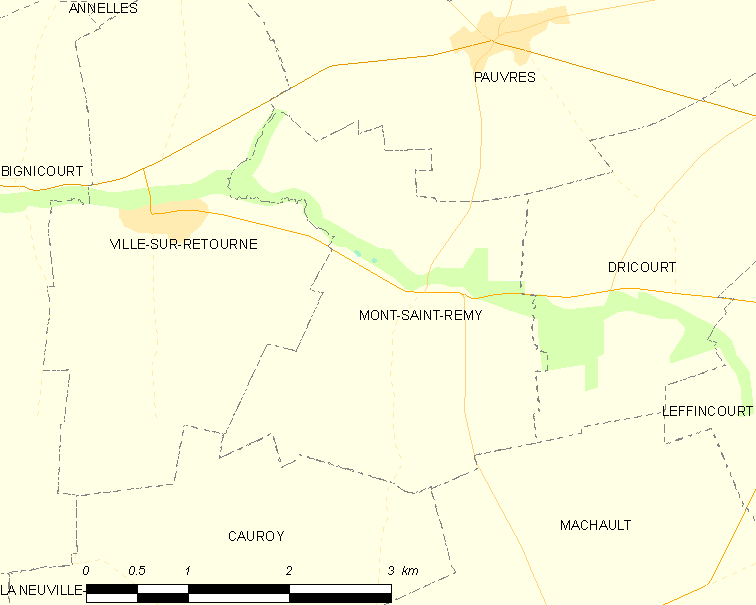
Карта коммуны

В 2007 году среди 27 человек в трудоспособном возрасте (15—64 лет) 21 были экономически активными, 6 — неактивными (показатель активности — 77,8 %, в 1999 году было 66,7 %). Из 21 активных работали 19 человек (10 мужчин и 9 женщин), безработными были 2 мужчин. Среди 6 неактивных 1 человек был учеником или студентом, 3 — пенсионерами, 2 были неактивными по другим причинам.